# Unipost
Unipost va ser un operador postal privat espanyol fundat el 2001, que tenia la seu a Barcelona fins a la seva liquidació definitiva el 30 d'abril de 2018. Fins a l'any 2017 comptava amb uns 4.500 treballadors, entre treballadors directes (la major part d'ells carters), franquícies i empreses col·laboradores.

## Història
La companyia va ser creada el 2001 a partir de la unió dels operadors postals Suresa, Urbandisa i Flecha. Més tard es van fusionar altres operadors en l'àmbit estatal. El soci majoritari era la família Raventós propietària dels cellers Codorniu. El 2004 entra a formar part de l'accionariat de la Deutsche Post, la companyia postal pública alemanya que va adquirir fins a 37% del capital social. Va sortir de l'accionariat a la fi de 2014
Després de la sortida de Deutsche Post es van dur a terme dues ampliacions de capital, per tal de sanejar els comptes de l'empresa, ja que entre 2011 i 2015 el seu balanç havia sigut negatiu cada any i va sumar en aquest període unes pèrdues totals de 23 milions d'euros.
La primera ampliació de capital es va dur a terme el 18 de desembre del 2014, per un import total d'un milió d'euros. Però a causa de la mala situació de tresoreria d'Unipost, menys d'un mes després de la primera ampliació de capital, se'n va dur a terme una segona; fou així, com el gener de 2015 es va dur a terme una ampliació de capital de 600.000 €. Aquesta segona ampliació va permetre a Unipost posar-se al dia amb el pagament de les nòmines dels treballadors i sanejar l'empresa. Com a resultat d'aquesta operació, la família Raventós va esdevenir propietària de control d'Unipost, controlant el 55% de les accions.
El 17 de març del 2015, la Generalitat de Catalunya aprova concedir un préstec a Unipost, amb la finalitat de «cobrir les necessitats financeres temporals, que els permetran prepara la campanya d'estiu, abonant els proveïdors i les despeses». Era un préstec participatiu que permetia que en cas d'impagament, la Generalitat exercís el seu dret com a prestatari i convertís el capital prestat i els interessos en accions de l'empresa. No va ser fins un any i mig després d'aprovar-lo (a l'octubre de 2016) que Unipost va rebre el préstec de tres milions d'euros, a través de l'empresa pública Avança.

### Concurs de creditors, liquidació i tancament
El 18 de juliol del 2017 Unipost va entrar en concurs de creditors després que la família Raventós el presentés als Jutjats de Barcelona, a causa de la incapacitat de fer front al pagament del deute de l'empresa, que ascendia fins a 47,4 milions d'euros. Per intentar superar el concurs de creditors sense haver de liquidar la societat, el 12 de gener del 2018 el jutge mercantil de Barcelona que portava el cas, va donar un termini de 40 dies naturals al bufet d'avocats Jausas, nomenat administrador concursal perquè trobés un comprador que evités la liquidació de l'empresa. L'administrador concursal va intentar buscar un comprador pel que era el primer operador postal privat a nivell estatal, per garantir-ne la viabilitat, però això no fou possible.
El 19 de febrer del 2018, un dia després que s'acabés el termini que el jutge havia donat a l'administrador concursal i que aquest no l'hagués pogut trobar, l'administrador va demanar al jutge que obrís la fase de liquidació de l'empresa. Finalment el 20 de febrer de 2018 Unipost entra en fase de liquidació i anuncia que tancarà definitivament el 30 d'abril de 2018.
Tot i així, amb l'ERO i acomiadaments de 2017 i 2018 l'empresa havia perdut una capacitat operativa important. Des de mitjan 2016, Unipost té un deute de 30 milions d'euros. El juliol de 2017, Unipost suspèn pagaments amb deutes de 50 milions. L'agost del mateix any més de 20 col·laboradors tanquen els seus locals i deixen de treballar per Unipost.

## Polèmica
Amb seu a Barcelona, Unipost va acceptar l'encàrrec de la Generalitat de Catalunya per distribuir el material censal necessari per a la realització del Referèndum d'Independència de Catalunya del 2017. Com que l'estat espanyol considerava el referèndum il·legal, i havia estat suspès pel Tribunal Constitucional, l'empresa es va enfrontar a acusacions judicials com que «col·laborador necessari d'un delicte de malversació de cabals públics».